# Ацетиленид меди(II)
Ацетиленид меди(II) — неорганическое соединение металла меди и ацетилена с формулой CuC2, не растворяется в воде,
образует гидрат — красно-коричневые кристаллы.

## Получение
- Пропускание ацетилена через аммиачный раствор соли меди(II):

{\displaystyle {\mathsf {2CuCl_{2}+2C_{2}H_{2}+4NH_{3}\cdot H_{2}O\ {\xrightarrow {}}\ 2(CuC_{2}\cdot {\tfrac {1}{2}}H_{2}O)\downarrow +4NH_{4}Cl+3H_{2}O}}}

## Физические свойства
Ацетиленид меди(II) образует гидраты состава CuC2•½H2O — красно-коричневые кристаллы,
не растворяется в воде.
При высушивании теряет воду и разлагается со взрывом.

## Химические свойства
- Реагирует с кислотами:

{\displaystyle {\mathsf {2(CuC_{2}\cdot {\tfrac {1}{2}}H_{2}O)+4HCl\ {\xrightarrow {}}\ 2CuCl_{2}+2C_{2}H_{2}\uparrow +H_{2}O}}}